# Ораниенбаумский проспект
Ораниенба́умский проспект — проспект в городе Ломоносове Петродворцового района Санкт-Петербурга. Проходит от Богумиловской улицы до Кольцевой автомобильной дороги.

## История
Проспект назван Ораниенбаумским в 1980 году в память об историческом названии города Ломоносова.
Изначально проходил только до Полигонного переулка. 2 августа 2011 года открыто продолжение проспекта до кольцевой автодороги. Юридически этот участок был включён в состав Ораниенбаумского проспекта 30 января 2013 года.
Участок от Богумиловской до Александровской улицы представляет собой разбитую грунтовку, по которому движение практически не осуществляется. Возле Швейцарской улицы Ораниенбаумский проспект сужается с четырёх до двух полос и обходит территорию складов горючесмазочных материалов Минобороны (Александровская улица, 50). Генеральным планом Санкт-Петербурга этот участок предполагается выпрямить.

## Перекрёстки
- Александровская улица
- Профсоюзная улица
- Красноармейская улица
- Швейцарская улица
- улица Федюнинского
- Полигонный переулок
- Студенецкий переулок

## Транспорт
- Автобусы:

- 3АЛ (Ломоносов, Ораниенбаумский проспект — Ломоносов, вокзал)
- 3Л (Ломоносов, вокзал — Ломоносов, вокзал)
- 7Л (Ломоносов, вокзал — Ломоносов, вокзал)
- 349 (Ломоносов, вокзал — Баушевская улица)
- 681 (Копорье — Ломоносов, вокзал)

- Маршрутные такси:

- 403 (Сосновый Бор, проспект Героев —  «Купчино»)